# Vatica affinis
Espèce
Classification phylogénétique
Statut de conservation UICN

 CR A1c, C2a : 
En danger critique
 Vatica affinis est un arbre sempervirent endémique du Sri Lanka.

## Répartition
Endémique aux forêts persistantes de plaine, au bord des rivières du Sud-Ouest du Sri Lanka, sur des sols bien drainés.
En 1997, l'espèce n'était présente que sur deux localités.

## Préservation
En danger critique d'extinction par la déforestation et l'exploitation forestière.